# Lutieria

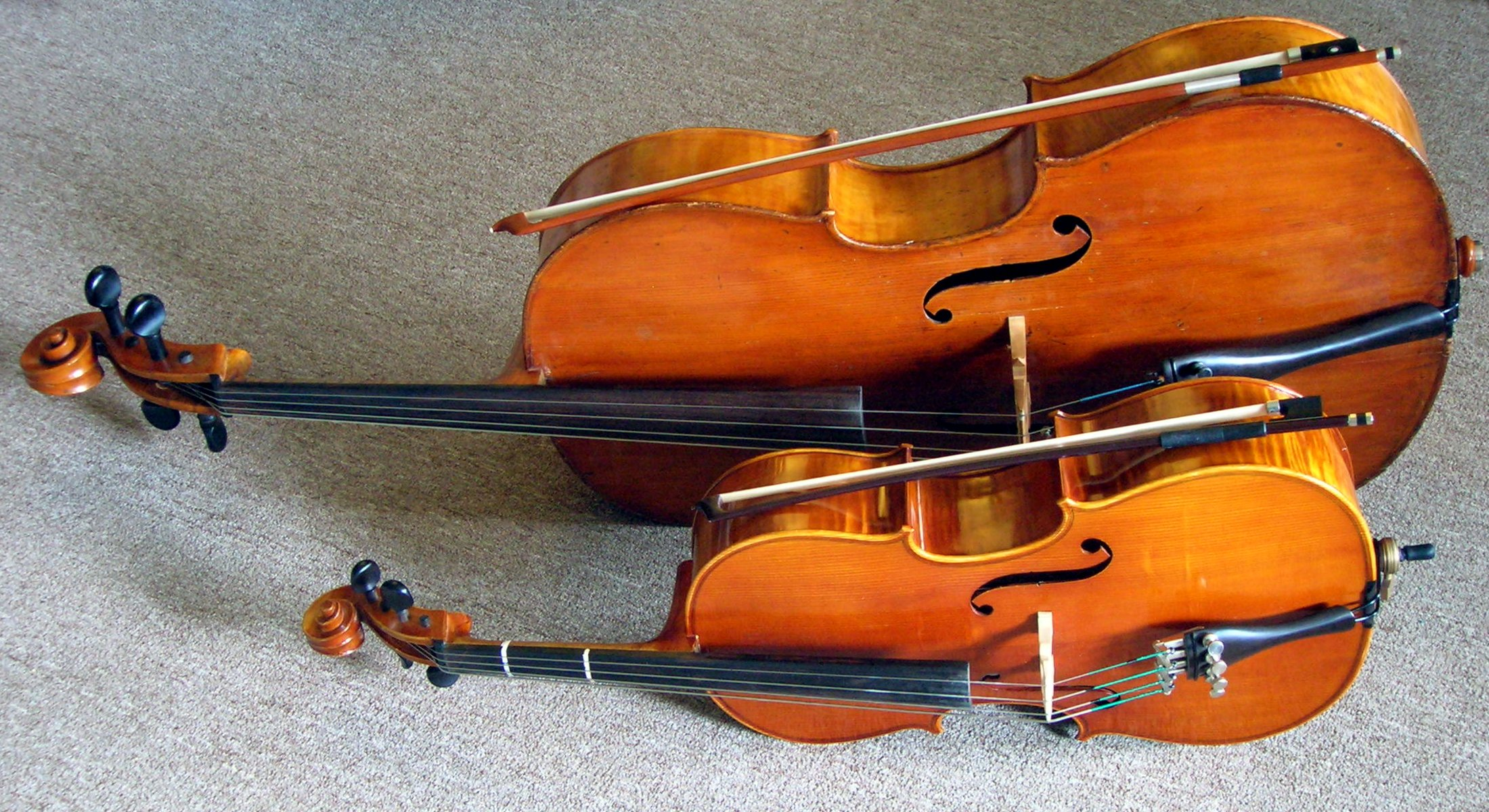
Dos violoncels. Un de dimensions normals i un altre, més petit, del model anomenat 1/8.

La lutieria  o violeria es pot definir com l'art de fer i dret de vendre instruments musicals de corda pinçada o fregada. També s'aplica al magatzem o comerç del lutier. Lutier és l'artesà que fabrica, ven o repara instruments musicals de corda. Ambdues paraules provenen de l'arrel luth (llaüt), un instrument comú en l'època medieval. (Algunes vegades s'usen els termes lutier i lutieria estenent el seu significat a altres instruments musicals. És més correcte precisar el nom de l'ofici associant-lo al de l'instrument en concret. Per a referències generals és millor emprar la denominació genèrica de "constructors d'instruments musicals". En paraules de 1425, "mestres de fer instruments de sonar).
La lutieria és una ciència àmplia que abasta múltiples disciplines relacionades amb la música. Primerament l'acústica (acústica musical, acústica física, acústica arquitectònica…). Però també la història de la música, mètodes de construcció, millora i desenvolupament de nous instruments, innovacions de mecanismes i accessoris que optimitzin el seu rendiment i resultat sonor, estudi de materials de construcció, etc.
En els aspectes teòrics, es basa àmpliament en l'estudi de la història de la música d'on es pot obtenir el coneixement i evolució de la musicologia.
En l'àmbit pràctic, es recolza en multitud de publicacions sobre materials i tècniques per a construcció d'instruments musicals.

## Història
És difícil de resumir la veritable activitat, la consideració social i l'estatus jurídic dels diferents constructors d'instruments musicals en les diverses nacions europees en època medieval.
En territoris de parla catalana hi ha documents antics que parlen de "llauders", "violers" i "guitarrers". Professions que s'han perpetuat en forma de cognoms. Aparentment no hi ha cap referència directa a gremis formats per fabricants d'instruments musicals. Un estudi, preliminar però bastant complet, indica la petició d'alguns violers per a integrar-se en el gremi dels fusters a Barcelona. En una reunió de la Confraria de fusters de Sant Josep i Sant Joan celebrada l'any 1543 hi consta la presència de violers i guitarrers.
Al començament del segle xvii, entre 1614 i 1620, l'alemany Michael Praetorius (1571-1621), el veritable cognom del qual era Schulz, Schultz o Schultze, publica Syntagma Musicum, tractat sobre música i instruments musicals en tres volums i molt bones referències de la música en el període grec, a més de ser una important font de referència sobre organologia i fabricació d'instruments Theatrum instrumentorum 
També en aquest segle, Marin Mersenne, monjo i teòric musical francès, escriu els tractats Questions harmoniques … (Temes harmònics); Harmonie universelle … (Harmonia universal); De la Nature des sons … (De la Natura dels sons).
Al segle xviii el lutier tenia el monopoli de la construcció d'instruments de corda fregada i pinçada i des d'aquesta època la lutieria s'associa generalment amb les ciutats de Cremona, Mirecourt i París i les famílies: Amati (el pare i els seus tres fills, Cremona 1505-1684), Antonio Stradivarius i els seus dos fills (Cremona, 1644-1742) i els Vuillaume (Mirecourt i París, 1700-1875). I al començament del segle xvi Bolonya també (Maler, Tononi, Fiorini, Poggi, Regazzi).
Aquesta disciplina comprèn tres activitats principals: 
- Construcció i afinat de l'instrument.
- Restauració.
- Dictamen.

L'exemple més significatiu referit a creació d'instruments musicals de corda per a ús real el tenim en l'arpa sumerai d'Ur (Mesopotàmia)

## Construcció d'instruments musicals
Per a la construcció d'instruments, la lutieria es recolza en l'Organologia, ciència que s'ocupa de l'estudi de la morfologia dels instruments musicals. També són referència obligada multitud de documents, manuscrits miniats, quadres, gravats, etc. de cada època (P.E.: Cantigas d'Alfons X el Savi, Llibre d'Apolonio, Llibre del Bon Amor (Arxipreste d'Hita, pintures de Jaume Serra…).

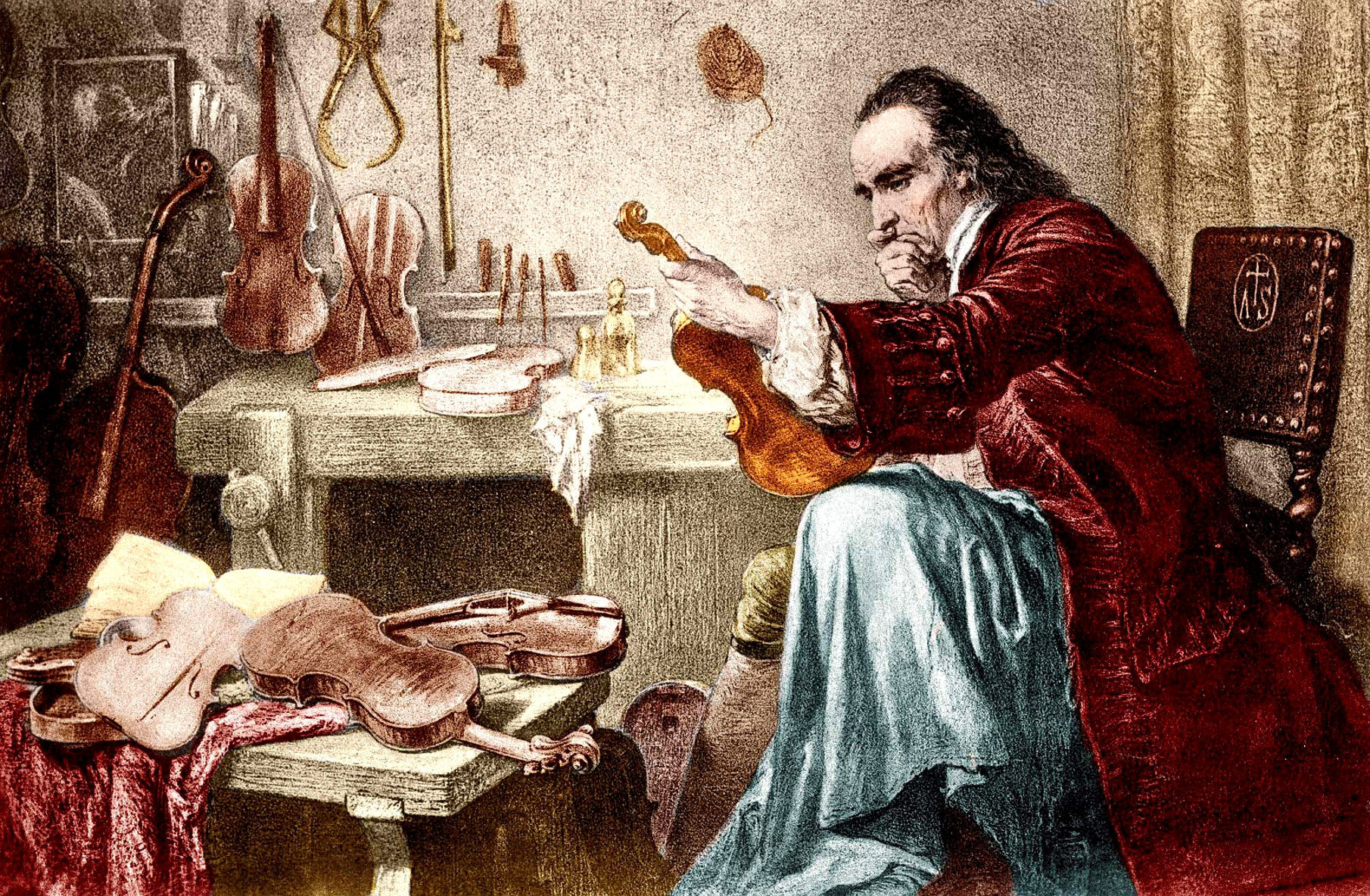
Gravat del Taller d'Stradivarius.

La construcció d'un instrument musical de corda és molt complexa pel nombre de components i detalls de cada instrument.
Hi ha uns trets generals comuns però les característiques particulars aconsellen estudiar cada instrument per separat.

## Violins
La construcció de violins i instruments d'aquesta família pot agrupar-se en dos estils: 
- Un origen italià (Amati, escola italiana), de formes elegants amb taula i fons amb un arquejat pronunciat.
- Un altre d'orígens italià (Stradivarius, escola italiana) i francès, que dissenya instruments més amples i sonors, amb un arquejat de la taula harmònica i el fons més suau.

### Elements
- La caixa de ressonància, està formada per la taula harmònica, el fons i els costats o riscles . A la taula harmònica hi ha situats els orificis (anomenats orificis en F) que contribueixen a la sonoritat de la caixa harmònica.
- L'ànima, situada dins de la caixa de ressonància, al costat de les cordes agudes recolzada a la tapa i fons, ha d'estar col·locada al centre d'aquesta figura, en la pràctica la posició varia segons el tipus de so que es vol obtenir; situada prop del pont produeix sons brillants, allunyant afavoreix els tons greus. S'introdueix en la caixa harmònica per l'orifici dret. Aquest element no era conegut a l'Edat Mitjana.[5]
- La barra harmònica o barra de baixos, situada a l'interior de la tapa de l'instrument en la banda de les cordes greus, afavoreix les vibracions greus de la taula harmònica. Aquest element només apareix en instruments tradicionals.[6]
- El mànec, en el que es fixen el claviller i el capçal. La part superior és el batedor, sobre el qual es premen les cordes.
- El pont, amb ell s'obtenen les mateixes característiques de so que amb l'ànima; pot ser fi, gruixut i estar inclinat cap endavant o enrere. No va encolat, es recolza en la tapa harmònica fixat amb la pressió de les cordes.
- En la majoria d'instruments tradicionals s'utilitza un segon pont anomenat celleta, pontet o pont de claviller on es recolzen les cordes i començarà a la seva part vibrant.
- Les cordes es fixen entre el cordal i les clavilles. La longitud vibrant queda determinada entre la celleta i el pont. La seva elecció, gruix i tipus de material, s'efectua en funció del tipus d'instrument i el temperament de cada intèrpret.

### Les fustes
Els violins han estat fabricats amb fustes diferents al llarg del temps. Les fustes típiques emprades actualment són les següents:
- La taula harmònica és de picea, avet roig, avet blanc o de "Thuja plicata" (cedre roig). La fusta es talla radialment i es deixa assecar durant anys. Els anells de creixement van paral·lels en sentit longitudinal i tenen una separació d'1 mil·límetre aproximadament. La barra de baixos, els tacs de reforç i l'ànima són d'un mateix tipus de fusta.
- El fons és d'erable o fals plàtan.
- Els riscles i el mànec són de la mateixa fusta que el fons.
- El batedor i el cordal són de banús
- Les clavilles poden ser de banús o palissandre.

### Estructura resistent
Un violí forma una estructura capaç de resistir la tensió de les cordes (que tendeixen a comprimir-lo i flexionar-lo) i els esforços addicionals que provoca el músic en tocar-lo.
L'estructura del violí forma un monobuc, amb el fons i la taula harmònica encolades per testa a la part lateral formada pels riscles i alguns tacs de reforç. El mànec i el batedor formen un cos amb l'estructura anterior.

### Aspectes acústics
La longitud de corda vibrant entre la celleta i el pont és d'uns 32 cm.
La taula harmònica reb les vibracions de les cordes fregades per l'arc a través del pont i les transmet a l'aire. Les ones sonores d'una corda vibrant aïlladament són molt febles. Les que emet la taula harmònica són molt més fortes i permeten l'ús del violí com a instrument musical per a auditoris relativament grans.
Les proporcions de la taula harmònica foren el resultat de moltes proves realitzades en èpoques "clàssiques". I han estat confirmades per recerques científiques. La taula harmònica es comporta com una membrana (en sentit físic i acústic) amb diversos modes de vibració. Al mateix temps, la caixa harmònica és un ressonador de Helmholtz que actua ensems amb les cordes i la taula harmònica. (Com a ressonador les dimensions importants són: el "volum intern de la caixa", "la superfície de les obertures en F" i el "gruix del coll de les obertures").
Des del punt de vista acústic, la forma de la caixa i de les obertures és menys important en relació amb la resposta de l'instrument.
Els instruments clàssics que sonen millor són de formes diferents. En tots els casos importants han estat estudiats i les seves característiques recollides en plànols constructius. La majoria d'aqueixos plànols estan a la venda per un preu raonable.
Pel que fa a l'acabat, el tipus de vernís utilitzat varia en funció de l'escola de la qual procedeix l'instrument: 
- Els lutiers italians solien utilitzar vernís a l'oli que impregna profundament la fusta, proporcionant un acabat llis i suau.
- L'escola francesa es caracteritza per usar vernís a l'alcohol, que en assecar ràpidament no penetra a la fusta en profunditat, proporcionant un acabat superficial vidrat i fràgil.
- Els lutiers alemanys utilitzaven vernís a la cola que dona als instruments un color marró més fosc.

L'envernissat, a més de protegir i embellir la fusta, contribueix a proporcionar un determinat color al so d'un instrument (segons algunes opinions). Hi ha estudis que semblen demostrar la poca importància del vernís en el so d'un violí. En canvi, les fustes emprades (procedència, naturalesa, antiguitat, tractaments rebuts…), segons altres estudis, sembla que són molt importants des del punt de vista acústic.

### Fases de la construcció
Per a entendre el procés constructiu cal tenir present la constitució de l'instrument i de les diverses parts. Hi ha referències que mostren de forma prou clara els components indicats. Per a aprofondir en el tema hi ha alguna obra especialitzada i una munió de vídeos instructius.

Tronc inicial.
Tronc tallat radialment.
Dues parts símètriques s'encolen per a formar el fons o la taula harmònica.

- La taula harmònica es construeix a partir de dues peces simètriques de fusta en forma de falca rectangular. Un cop encolades es retalla la forma exterior i es van buidant per la part còncava i convexa segons el model escollit per l'artesà lutier. Es marquen (amb una plantilla adequada) i retallen les obertures en F. S'encola la barra de baixos.
- El fons es construeix de manera semblant a la taula harmònica.
- Els riscles estan formats cadascun per tres peces de fusta corbades. (Cada peca es corba prèviament en calent, en sec o amb la fusta remullada). Les parts superior i inferior s'uneixen a la part central mitjançant un tac en forma de falca triangular. Un cop acabats els riscles s'uneixen entre si amb un tac superior (tac del mànec) i un tac inferior.
- Els riscles són molt prims. Per a reforçar-los i augmentar la superfície d'unió se'ls hi encolen uns petits llistons (per l'interior; a la banda de dalt i de baix).
- Unint el conjunt dels riscles al fons queda part de la caixa harmònica formada.
- El mànec s'encola per la part exterior, normalment amb dues clavilles de reforç que foraden el tac superior. També hi ha solucions constructives que encaixen el mànec amb la caixa harmònica (i el tac superior).
- Un cop acabades totes les tasques en l'interior de la caixa harmònica es pot encolar la tapa o taula harmònica.
  - Les unions entre els riscles i el fons, i entre els riscles i tapa són per testa, encolant superfícies planes. En cas de reparacions, la cola animal emprada pot estovar-se en calent sense fer malbé les peces implicades.
  - La taula i el fons es rematen amb rivets (generalment de fusta de blada). Els lutiers disposen d'una eina manual que permet ajustar el tall i tallar un solc amb precisió de cara a allotjar els rivets.[15]

### Eines
A més d'un banc de treball i algunes eines típiques dels fusters i els ebenistes, els lutiers fan servir eines especialitzades.
L'interior (la part còncava) de la taula harmònica es treballa amb uns ribots molt petits. El gruix en els diferents punts de la tapa i fons es mesuren amb un compàs de gruixos, format per dos braços rectes acabats en corbes cap a dins i un sector de quadrant en la unió d'un braç i la seva terminació corba. Per a verificar els gruixos, molts lutiers empren un comparador.
Per a encolar el fons amb els riscles o la taula harmònica amb la resta de la caixa hi ha uns serjants formats per un pern roscat i dues volanderes de fusta.

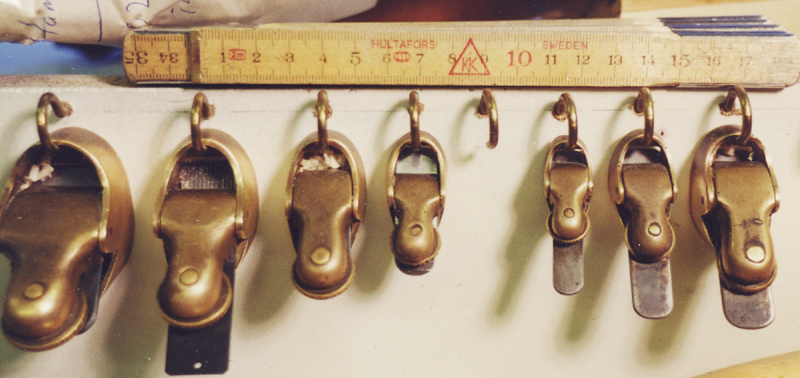
Ribots de lutier.
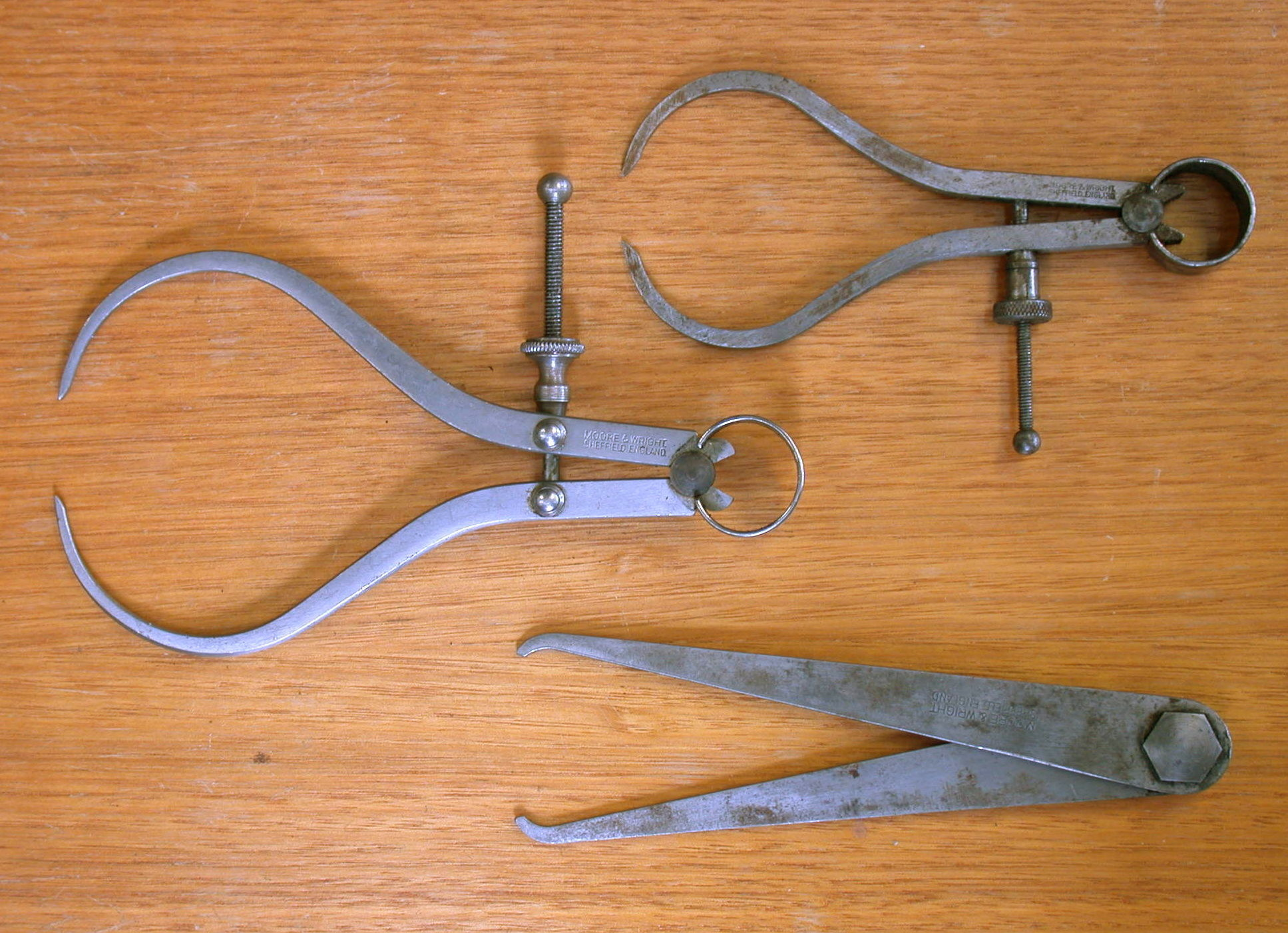
Tres compassos de gruixos.
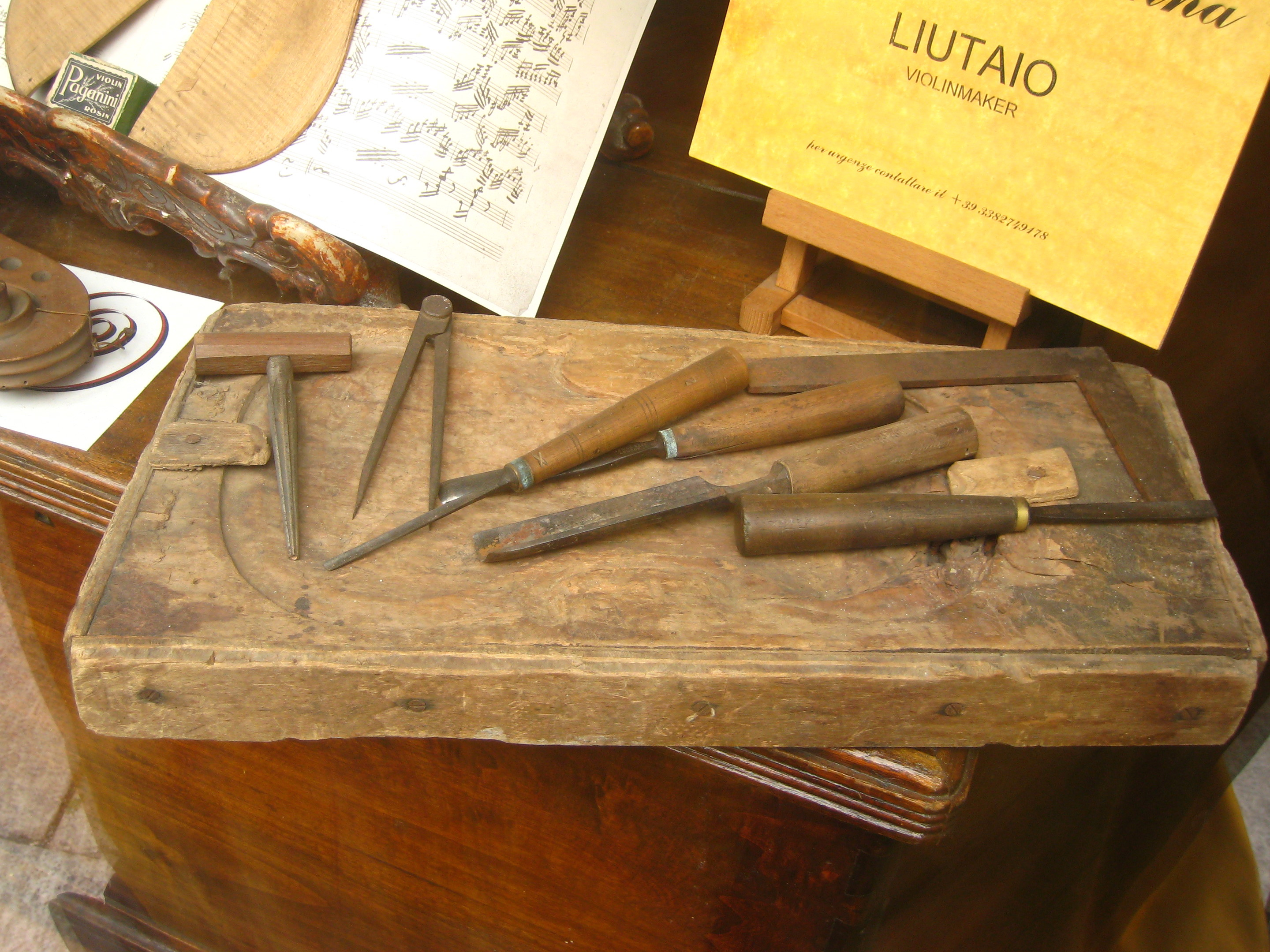
Antigues eines de lutier (Cremona).
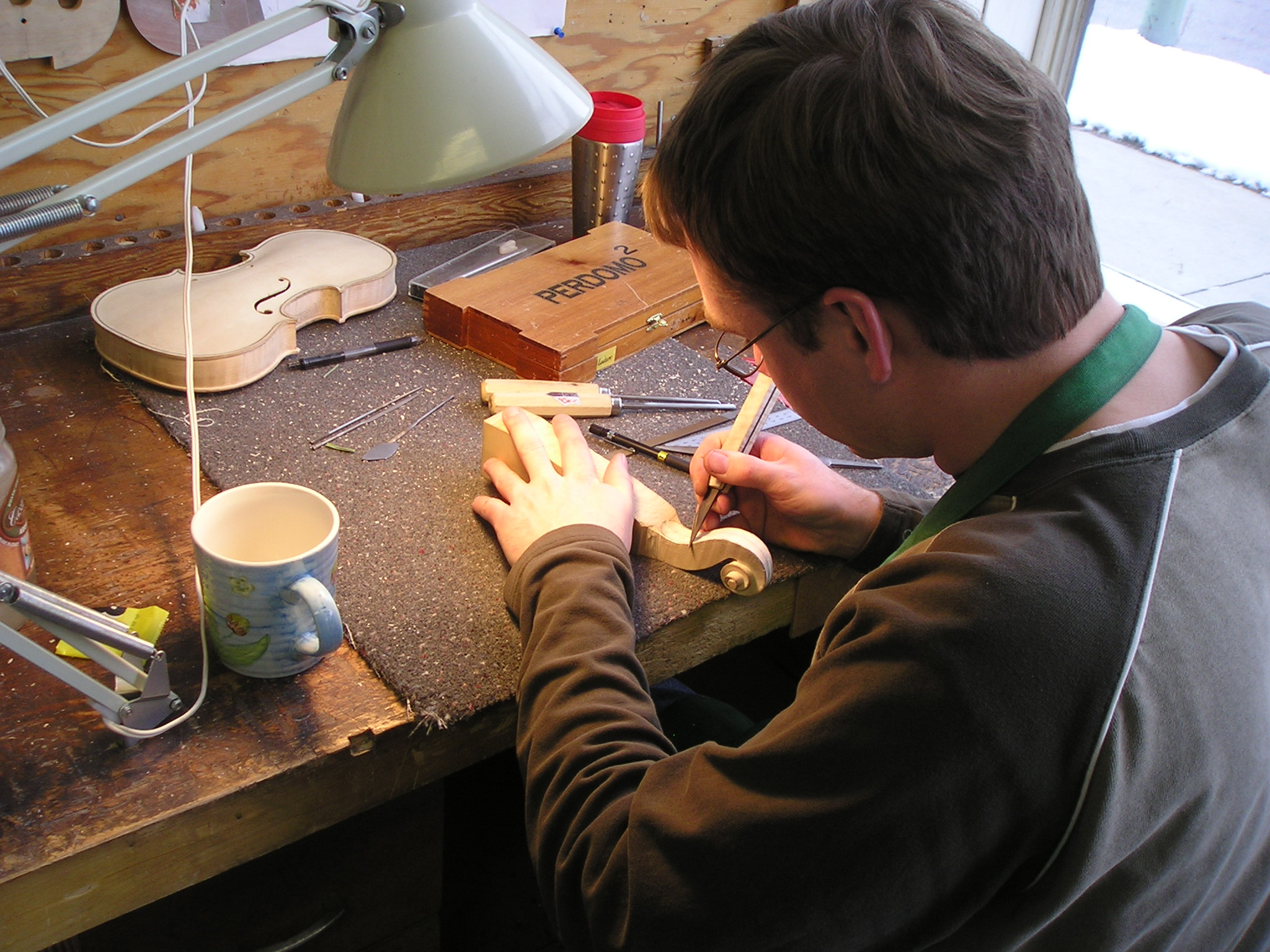
Lutier tallant la voluta.

Les plantilles són imprescindibles. Per a marcar taula harmònica i fons, per a marcar els traus en F, per a marcar i verificar la voluta, per a traçar el pont, etc.
També hi ha motlles i útils diversos que asseguren el muntatge correcte de les peces.
Per a les clavilles i els seus allotjaments hi ha dues eines particulars. Les clavilles són còniques en la part que s'introdueix al claviller. Una eina semblant a una maquineta de fer punta als llapis permet obtenir una forma perfecta. Els allotjament de les clavilles són també cònics i es realitzen amb una eina semblant a una barrina manual amb un extrem cònic estriat. Eina que permet executar uns allotjaments adequats.
Per a corbar els riscles s'acostuma a usar una eina consistent en un cilindre de metall situat en posició vertical sobre una base. El cilindre s'escalfa elèctricament a una temperatura regulable. Les peces rectes que formaran els riscles es conformen manualment pressionant-les sobre el cilindre calent.
Els talls generals de les siluetes de fons, taula i mànec es poden fer manualment amb una serra de marqueteria o amb alguna serra mecànica apropiada. Els orificis en F es fan amb una serra de marqueteria i s'ajusten i afinen amb llimes.
Per a fregar la fusta s'usa el paper de vidre de diversos graus. També són imprescindibles les ganivetes de polir.. La cua de cavall petita és una herba utilitzada pels lutiers per a polir les peces de fusta dels instruments de corda.

### Materials
Els materials principals per a un lutier són les fustes, les coles i els vernissos.
 Fustes 
Més amunt s'han indicat les fustes usades habitualment per als diversos elements d'un violí.
- La taula harmònica és la part més important del violí. Requireix fustes lleugeres, amb vetes fines i paral·leles, i ben envellides i assecades. Una elecció típica és la fusta de picea (Picea engelmannii, Picea sitchensis) o de "red cedar" (Thuja plicata).
- Les fustes del fons i dels riscles s'escullen per tradició entre les de fals plàtan, erable i similars. La seva funció, a més d'assegurar la resistència estructural, és bàsicament decorativa.
- El mànec permet més varietat a l'hora de triar. Són típics els mànecs a joc amb el fons i els riscles.

 Coles 

Per a instruments musicals, s'utilitzen coles que solidifiquin de forma rígida. Les coles flexibles absorbeixen les vibracions perjudicant el so de l'instrument.
- Coles animals

S'obtenen artesanalment coent durant força temps parts d'animals, pell, ossos, peülles i altres despulles. Es trossegen, renten i couen, eliminant l'escuma que es produeix. S'obté una pasta gelatinosa que es filtra i deixa assecar fins que es solidifica, i que pot polvoritzar-se per a facilitar el seu ús posterior. 

Els tipus més habituals són: 

 cola de peix 

Com el seu nom indica es confecciona a base de peix, diuen que la millor és la feta amb la bufeta natatòria de l'esturió.
Per al seu ús es dissol en aigua calenta, preparant-se en petites quantitats. Es presenta en pols o escates.
 cola de conill 

S'obté de despulles d'aquest animal, és barata i de bona qualitat, encara que no cristaliza tant com la de peix.
 cola forta 

Molt adequada per als instruments musicals S'obté barrejant cola de conill amb resines.
 cola de Flandes 

Feta amb parts de cabra i ovella.
 cola d'ossos 
- Les coles industrials pateixen altres processos de depuració.

 Hideglue 

Molt adequada per a instruments, és cola forta industrial. Es pot trobar en botigues d'Instruments, lutieria o en botigues de Restauració especialitzades (Parramón i 'El Racó del Restaurador' a Barcelona).
- Coles sintètiques

 Cola de Colònia .

Tots dos tipus poden adquirir en botigues de Belles Arts, Treballs manuals i Restauració.
Cada tipus de cola exigeix un procediment adequat. Les coles animals tenen l'avantatge de ser termoplàstiques (de fondre's amb la calor) i de formar unions reversibles, que es poden desfer per a reparacions. S'apliquen en calent i necessiten una pressió relativament forta i prolongada abans de solidificar-se.
 Vernissos 

Hi ha moltes menes de vernissos emprats pels constructors de violins. Un vernís està format per resines i un dissolvent. Pot tenir colorants i materials complementaris que li donin més cos o alguna altra qualitat desitjable.
Un vernís típic pot constar dels següents components: 
- Màstic,[16] una resina aromàtica, diluïda en:

Alcohol (vernís a l'alcohol)
Essència de trementina i oli de llinosa (vernís a l'oli)
Aigua (vernís a la cola)
- Colorant: Benjuí,[17] bàlsam aromàtic que s'obté de l'escorça d'alguns arbres tropicals, s'empra en medicina i perfumeria.
- Sandàraca,[18] una resina groguenca que s'obté de les coníferes. La sandàraca de ginebre s'usa per fer vernissos.

 Cordes 

Existeixen en diversitat de materials, tant d'origen animal com metàl·liques i sintètiques, de panxa i nervi d'animals, metàl·liques i de crin de cavall, cada tipus dona sons diferents, les primeres més 'rústic', les segones més intens i agut i les terceres més profund i greu. Es trien en funció de l'afinació i to desitjada.

## Restauració
La pols acumulada en els instruments es neteja normalment amb un drap, però quan s'utilitzen amb regularitat apareixen en ells taques de greix, capes de colofònia solidificada, etc. Per a efectuar realment una neteja a fons, s'empra el popote que permet retornar l'instrument un aspecte fi i viscut.

Els accidents més habituals són les anomenades esquerdes d'ànima, normalment de forma estrellada que afecten el fons o la taula, ja que degut a la tensió que suporten, qualsevol cop repercuteix directament en el seu punt de contacte amb l'ànima. La seva reparació és delicada i laboriosa perquè s'ha d'encolar cada costat de l'esquerda.
El punt de suport de l'ànima pot reforçar-se mitjançant una peça de fusta.
Quan l'incident afecta un tapajuntes, se sol inserir una petita peça interior en forma de falca.
Una altra fase delicada de la restauració és obtenir no només el color, sinó també el gruix i textura del vernís original, que s'intenta aconseguir mitjançant pinzellades fines i suaus.

## Dictamen
Els experts, per identificar un instrument tracten de situar-lo en una escola i època determinada basant-se en: 
- Trets generals de l'instrument, dimensions, estil i tipus de vernís utilitzat.
- La forma dels orificis (en forma de C o de F), en correspondre a èpoques concretes, facilita determinar l'època de l'instrument.
- Els orficis en forma de rosa, obertures rectangulars o simples orificis rodons situats al centre o en les vores envoltant la caixa harmònica, eren propis de l'època Mitjana; van ser substituïts durant el segle xv per obertures en forma de C i posteriorment amb forma de F situades normalment a prop del pont.

El constructor pot identificar-se mitjançant detalls de construcció tals com: El tipus de fusta, el voltat del fons, la forma de les oberture i els detalls del capçal o claviller.
La Dendrocronologia és una disciplina biològica usada per determinar l'edat d'objectes de fusta.
El 1958 LOTTERMOSER and MEYER aplicar aquest mètode per datar instruments musicals, que des de 1980 ha estat acceptat de forma generalitzada en la història de la música. (CORONA 1980; SCHWEINGRUBER 1983; KLEIN 1996; CORMICK 1998).
El mètode es basa a proporcionar la data de talat l'arbre, a partir de la qual s'han pogut construir la taula de ressonància dels instruments de teclat o el fons dels instruments de corda, comparant el gruix i característiques físiques de la part clara i fosca dels anells de creixement de la fusta de la taula harmònica amb una taula de referència i una escala graduada.
En aquestes elements s'utilitza generalment Pícea Noruega (Picea abies), una fusta molt contrastada en investigació dendrocronològiques.
El sicòmor (Acer pseudoplatanus) i el Arce (A. platanoides), usats freqüentment en altres parts (p.ejplo. mànec, claviller), no són vàlids per al datat amb aquest mètode.